# Hubert D’Rosario
Hubert D’Rosario SDB (* 21. Februar 1919 in Calicut, Britisch-Indien; † 30. August 1994) war ein indischer Ordensgeistlicher und römisch-katholischer Erzbischof von Shillong.

## Leben
Hubert D’Rosario besuchte die Schulen in Calicut und in Tirupattur. D’Rosario trat 1936 der Ordensgemeinschaft der Salesianer Don Boscos bei und legte am 25. Dezember 1937 die Profess ab. Er empfing am 16. April 1947 in der Kirche St. Mary in Kotagiri durch den Bischof von Mysore, René-Jean-Baptiste-Germain Feuga MEP, das Sakrament der Priesterweihe.
Am 6. Juli 1964 ernannte ihn Papst Paul VI. zum Bischof von Dibrugarh. Der Erzbischof von Bombay, Valerian Kardinal Gracias, spendete ihm am 6. September desselben Jahres im Heiligtum Mary Help of Christians in Matunga die Bischofsweihe; Mitkonsekratoren waren der Bischof von Shillong, Stephen Ferrando SDB, und der Bischof von Vellore, David Maryanayagam Swamidoss Pillat SDB. Hubert D’Rosario wählte den Wahlspruch Thy kingdom come („Dein Reich komme“). D’Rosario nahm an der dritten und vierten Sitzungsperiode des Zweiten Vatikanischen Konzils teil.
Papst Paul VI. bestellte ihn am 26. Juni 1969 zum Erzbischof von Guwahati-Shillong (später: Shillong).
Die Hubert Memorial Higher Secondary School in Shillong wurde nach ihm benannt.